# Lantziego / Lanciego (ort)
Lantziego / Lanciego (baskiska: Lantziego) är en ort i Spanien.   Den ligger i provinsen Araba / Álava och regionen Baskien, i den norra delen av landet, 260 km norr om huvudstaden Madrid. Lantziego / Lanciego ligger 549 meter över havet och antalet invånare är 640.
Terrängen runt Lantziego / Lanciego är kuperad norrut, men söderut är den platt. Terrängen runt Lantziego / Lanciego sluttar söderut. Runt Lantziego / Lanciego är det ganska glesbefolkat, med 43 invånare per kvadratkilometer. Närmaste större samhälle är Logroño, 11,8 km söder om Lantziego / Lanciego. Trakten runt Lantziego / Lanciego består till största delen av jordbruksmark.